# Табуян
Табуян или Дабуян (кит. упр. 塔不烟, пиньинь Tǎbùyān) — вдова основателя Каракитайского ханства Елюй Даши, ставшая регентом государства после его смерти.
Табуян происходила из рода Сяо (萧) по происхождению уйгурского, который с начала династии Ляо поставлял невест принцам рода Елюй. И.Маркварт в своём толковании текста Ибн аль-Асира полагал, что она являлась двоюродной сестрой Елюй Даши, однако другие историки с ним не согласны.
После того, как государство киданей было разгромлено чжурчжэнями, Елюй Даши вместе с семьёй и верными ему людьми в 1130 году отправился на запад. В 1137 году под Ходжентом Елюй Даши наголову разгромил войска самаркандского правителя Рукн ад-дин Махмуд-хана. Султан Санджар, восприняв это как реальную угрозу исламскому миру, начал собирать элитные войска со всего мусульманского Востока. 9 сентября 1141 года в битве в Катванской долине кидани наголову разбили мусульманское войско. Развивая успех, Елюй Даши без особого труда овладел Самаркандом и Бухарой, распространив свою власть на всю территорию Мавераннахра. После этого войско провозгласило Елюй Даши императором, а он даровал почётные титулы своим предкам и своей жене: Табуян стала именоваться «Ганьтянь хуанхоу» (кит. упр. 感天皇后, пиньинь Gǎntiān huánghòu).
На десятом году правления под девизом «Канго» Елюй Даши умер, оставив своим преемникам могущественную державу и мощную армию. Согласно расчётам современных историков на основе сопоставления данных из китайских и мусульманских источников, это случилось в 1142 году.
После смерти Елюй Даши править государством стала его вдова — скорее всего, это было связано с тем, что сын был ещё мал, и его мать стала регентом. Взойдя на престол, Табуян сменила девиз правления на «Сяньцин» (кит. упр. 咸清, пиньинь Xiánqīng). Джузджани сообщает, что
[Когда кара-кидани] возвысились, главными людьми (министрами?) у них, подряд друг за другом, были несколько человек, и среди тех, кто жил приблизительно в моё время и о которых я слышал от рассказчиков, были И-ма, Сункам, Арбаз, Юма и Банико (из Тараза), а их монархом была женщина, и, наконец, после той женщины был мужчина и его титулом был Гур Хан.
В 1150 году Табуян передала власть своему сыну Елюю Илие, сменившему девиз правления на «Шаосин».